# Essential DJ-Team
Das Essential DJ-Team (auch: E.D.T. oder EDT) wurde von André Wevers, Claus Terhoeven (Mitgründer des DJ-Projektes Cosmic Gate) und Erich Schmeier (DJ Eric Smax) gegründet. Bekannt wurde das DJ-Team im Jahr 2001 mit ihren ersten Singles „We Hate To Rock!“ und „Ong-Diggi-Dong?“, die in Deutschland und Österreich in die Single-Charts gelangten.
Des Weiteren entstanden später Remixes von diversen Tracks namhafter Künstler (u. a. DJ Shog und DJ Dean) aus der Dance- und Tranceszene. Produziert wurden auch Remixes der offiziellen Hymnen der Nature One im Jahr 2003 „Nature One Inc. - Alive & Kickin'“ und im Jahr 2004 „Nature One Inc. - The Golden 10“.
Ihre Veröffentlichungen erschienen auf diversen Musik-Compilations wie zum Beispiel DJ Networx, Technodrome, Tunnel Trance Force, Future Trance oder Viva Club Rotation.

## Diskografie

### Singles
- 2001 Essential DJ-Team – Ong-Diggi-Dong?
- 2001 Essential DJ-Team – We Hate To Rock!
- 2002 Essential DJ-Team – TT Rocka/Bad Boyz
- 2004 E.D.T. – No Disgrace / Beatin' Of The Drum
- 2005 E.D.T. – DJ Box / Rock Ride

### Remixes
- 2001 Twister's Silence – Listen To Me Mama (Essential DJ Team Mix)
- 2002 Bossdrum – Beat is Pumpin (Essential DJ Team Mix)
- 2002 Strump Dump – Old Skool Beat (Essential DJ Team Mix)
- 2003 Armani & Ghost – Airport (Essential DJ Team Mix)
- 2003 Armani & Ghost – Fuck that (E.D.T. Mix)
- 2003 Nature One Inc. – Alive & Kickin' (Essential DJ Team Remix)
- 2003 DJ Delicious – Like To Do It (With The DJ) (Essential DJ-Team Mix)
- 2004 Nature One Inc. – The Golden 10 (E.D.T. Remix)
- 2004 DJ Dean – Ballanation 2004 (E.D.T. Mix)
- 2005 DJ Shog – Running Water (EDT Remix)

### DJ Mixes
- 2001 We Hate To Rock!
- 2002 Technics DJ Set Volume Six
- 2003 Bitte ein Beat! Beat 7